# World Games 2022
| Platz                          | Land                | G  | S  | B  | Gesamt |
| ------------------------------ | ------------------- | -- | -- | -- | ------ |
| 01                             | Deutschland         | 24 | 7  | 15 | 46     |
| 02                             | Vereinigte Staaten  | 16 | 18 | 10 | 44     |
| 03                             | Ukraine             | 16 | 12 | 16 | 44     |
| 04                             | Italien             | 13 | 24 | 12 | 49     |
| 05                             | Frankreich          | 11 | 14 | 17 | 42     |
| 06                             | Ungarn              | 11 | 7  | 9  | 27     |
| 07                             | Japan               | 10 | 10 | 12 | 32     |
| 08                             | Belgien             | 10 | 4  | 5  | 19     |
| 09                             | Kolumbien           | 9  | 10 | 6  | 25     |
| 10                             | Volksrepublik China | 9  | 4  | 1  | 14     |
| Vollständiger Medaillenspiegel |                     |    |    |    |        |

Die 11. World Games fanden vom 7. bis zum 17. Juli 2022 in Birmingham im US-Bundesstaat Alabama statt. Nach den ersten World Games 1981 in Santa Clara wurden zum zweiten Mal World Games in den Vereinigten Staaten ausgetragen.
Ursprünglich waren die Spiele für den Zeitraum vom 15. bis zum 21. Juli 2021 angesetzt. Aufgrund der COVID-19-Pandemie verschob das Internationale Olympische Komitee (IOC) jedoch die Olympischen Spiele um ein Jahr, weshalb sich eine Terminkollision der beiden Veranstaltungen anbahnte. Der Internationale Verband für Weltspiele (IWGA) verschob daraufhin die World Games ebenfalls um ein Jahr.

## Bewerbung
Insgesamt bewarben sich drei Städte für die Ausrichtung der Veranstaltung.
Am 22. Januar 2015 entschied sich die IWGA in Lausanne für Birmingham als Ausrichter der World Games 2022.
- Lima
- Ufa
- Birmingham

## Wettkampfstätten und Sportarten
| Wettkampfstätte                         | Wettkampfstätte                        | Sportarten                    |
| --------------------------------------- | -------------------------------------- | ----------------------------- |
| Protective Stadium                      | Protective Stadium                     | Eröffnungs- und Schlussfeier  |
| Avondale Park                           | Avondale Park                          | Bogenschießen                 |
| Barber Motorsports Park                 | Barber Motorsports Park                | Luftsport                     |
| Birmingham CrossPlex                    | Bill Harris Arena                      | Rollschuhkunstlauf            |
| Birmingham CrossPlex                    | Bill Harris Arena                      | Inline-Hockey                 |
| Birmingham CrossPlex                    | Natatorium                             | Kanupolo                      |
| Birmingham CrossPlex                    | Natatorium                             | Flossenschwimmen              |
| Birmingham CrossPlex                    | Natatorium                             | Rettungssport                 |
| Birmingham CrossPlex                    | Indoor Track                           | Inline-Speedskating (indoor)  |
| Birmingham CrossPlex                    | Indoor Track                           | Rollstuhlrugby                |
| Birmingham CrossPlex                    | Parking Lots                           | Inline-Speedskating (outdoor) |
| Birmingham-Jefferson Convention Complex | Legacy Arena                           | Tanzsport                     |
| Birmingham-Jefferson Convention Complex | Legacy Arena                           | Aerobic                       |
| Birmingham-Jefferson Convention Complex | Legacy Arena                           | Akrobatik                     |
| Birmingham-Jefferson Convention Complex | Legacy Arena                           | Rhythmische Sportgymnastik    |
| Birmingham-Jefferson Convention Complex | Legacy Arena                           | Trampolin/Tumbling            |
| Birmingham-Jefferson Convention Complex | Exhibition Halls                       | Bowling                       |
| Birmingham-Jefferson Convention Complex | Exhibition Halls                       | Unihockey                     |
| Birmingham-Jefferson Convention Complex | Exhibition Halls                       | Korfball                      |
| Birmingham-Jefferson Convention Complex | Concert Hall                           | Kraftdreikampf                |
| Birmingham-Jefferson Convention Complex | Sheraton Hotel Ballroom                | Billard                       |
| Boutwell Auditorium                     | Boutwell Auditorium                    | Kickboxen                     |
| Boutwell Auditorium                     | Boutwell Auditorium                    | Muay Thai                     |
| Boutwell Auditorium                     | Boutwell Auditorium                    | Sumō                          |
| Birmingham-Southern College             | Bill Battle Coliseum                   | Jiu Jitsu                     |
| Birmingham-Southern College             | Bill Battle Coliseum                   | Karate                        |
| Birmingham-Southern College             | Bill Battle Coliseum                   | Wushu                         |
| Birmingham-Southern College             | Goldfarb Field at Berylson Soccer Park | Faustball                     |
| Birmingham-Southern College             | BSC Campus                             | Orientierung                  |
| Hoover Metropolitan Stadium             | Hoover Metropolitan Stadium            | Softball                      |
| John Carroll Catholic High School       | John Carroll Catholic High School      | Ultimate Frisbee              |
| Legion Field                            | Legion Field                           | Flag Football                 |
| Railroad Park                           | Railroad Park                          | Duathlon                      |
| Railroad Park                           | Railroad Park                          | Orientierung                  |
| Sloss Furnaces                          | Casting Shed                           | Tanzsport                     |
| Sloss Furnaces                          | Sloss Beach                            | Beachhandball                 |
| Sloss Furnaces                          | The Wall                               | Sportklettern                 |
| Sloss Furnaces                          | Parkour                                | Parkour                       |
| University of Alabama at Birmingham     | PNC Field                              | Lacrosse                      |
| University of Alabama at Birmingham     | Track & Field                          | Tauziehen                     |
| University of Alabama at Birmingham     | UAB Rec Center                         | Racquetball                   |
| University of Alabama at Birmingham     | UAB Rec Center                         | Squash                        |
| University of Alabama at Birmingham     | Bessie Estell Park                     | Boule                         |
| Oak Mountain State Park                 | The Lake                               | Kanumarathon                  |
| Oak Mountain State Park                 | The Lake                               | Wasserski/Wakeboard           |
| Oak Mountain State Park                 | The Beach                              | Orientierung                  |

## Teilnehmer
Wegen des Russischen Überfalls auf die Ukraine 2022 wurden Russland und Belarus von der Teilnahme ausgeschlossen.
| Europa (1.750 Athleten aus 39 Nationen gemeldet) | Europa (1.750 Athleten aus 39 Nationen gemeldet) | Europa (1.750 Athleten aus 39 Nationen gemeldet) |
| --- | --- | --- |
| - Aserbaidschan (15) - Belgien (67) - Bosnien und Herzegowina (1) - Bulgarien (9) - Dänemark (61) - Deutschland (232) - Estland (8) - Finnland (34) - Frankreich (162) - Georgien (1) - Griechenland (16) - Großbritannien (108) | - Irland (7) - Island (4) - Italien (188) - Kroatien (19) - Lettland (33) - Litauen (10) - Luxemburg (1) - Moldau (2) - Montenegro (4) - Niederlande (73) - Nordmazedonien (2) - Norwegen (16) - Österreich (52) | - Polen (63) - Portugal (40) - Rumänien (21) - Schweden (63) - Schweiz (110) - Serbien (4) - Slowakei (11) - Slowenien (16) - Spanien (56) - Tschechien (87) - Türkei (7) - Ukraine (91) - Ungarn (55) |
| Amerika (880 Athleten aus 25 Nationen) | | |
| - Amerikanische Jungferninseln (9) - Argentinien (46) - Aruba (2) - Bolivien (3) - Brasilien (60) - Chile (27) - Costa Rica (9) - Dominikanische Republik (2) - Ecuador (15)                                                     | - El Salvador (2) - Guatemala (6) - Guyana (7) - Haiti (6) - Kanada (123) - Kolumbien (71) - Kuba (1) - Mexiko (73)                                                                                              | - Panama (26) - Paraguay (2) - Peru (5) - Puerto Rico (27) - Suriname (14) - Uruguay (2) - Vereinigte Staaten (326) - Venezuela (16)                                                                   |
| Asien (497 Athleten aus 44 Nationen) | | |
| - Afghanistan (2) - Bahrain (3) - Brunei (2) - China, Volksrepublik (41) - Chinesisch Taipeh (69) - Hongkong (China) (17) - Indien (11) - Indonesien (6) - Iran (11) - Irak (2)                                                  | - Israel (40) - Japan (128) - Jordanien (2) - Kambodscha (2) - Kasachstan (12) - Katar (12) - Kirgisistan (2) - Korea, Republik (30) - Kuwait (4) - Malaysia (5)                                                 | - Mongolei (8) - Nepal (2) - Pakistan (1) - Philippinen (10) - Saudi-Arabien (3) - Singapur (9) - Thailand (30) - Usbekistan (6) - Vereinigte Arabische Emirate (12) - Vietnam (15)                    |
| Afrika (58 Athleten aus 9 Nationen) | | |
| - Ägypten (21) - Algerien (1) - Äthiopien (1) | - Marokko (9) - Mauritius (2) - Namibia (1) | - Senegal (1) - Südafrika (21) - Tunesien (1) |
| Ozeanien (127 Athleten aus 2 Nationen) | | |
| - Australien (97) | - Neuseeland (30) | |
| Sonstige (24 Athleten) | | |
| - Haudenosaunee (24) | | |

## Wettkampfprogramm
Legende zum nachfolgend dargestellten Wettkampfprogramm:
|  | Eröffnungs- und Abschlusszeremonie |  | Qualifikationswettkämpfe | ? | Finalentscheidungen |

Letzte Spalte: Gesamtanzahl der Entscheidungen in den einzelnen Sportarten
| Zeitplan der World Games (mit Anzahl der Entscheidungen) | Zeitplan der World Games (mit Anzahl der Entscheidungen) | Zeitplan der World Games (mit Anzahl der Entscheidungen) | Zeitplan der World Games (mit Anzahl der Entscheidungen) | Zeitplan der World Games (mit Anzahl der Entscheidungen) | Zeitplan der World Games (mit Anzahl der Entscheidungen) | Zeitplan der World Games (mit Anzahl der Entscheidungen) | Zeitplan der World Games (mit Anzahl der Entscheidungen) | Zeitplan der World Games (mit Anzahl der Entscheidungen) | Zeitplan der World Games (mit Anzahl der Entscheidungen) | Zeitplan der World Games (mit Anzahl der Entscheidungen) | Zeitplan der World Games (mit Anzahl der Entscheidungen) | Zeitplan der World Games (mit Anzahl der Entscheidungen) | Zeitplan der World Games (mit Anzahl der Entscheidungen) |
| Juli                                                     | Juli                                                     | Do                                                       | Fr                                                       | Sa                                                       | So                                                       | Mo                                                       | Di                                                       | Mi                                                       | Do                                                       | Fr                                                       | Sa                                                       | So                                                       | Gesamt                                                   |
| Juli                                                     | Juli                                                     | 7.                                                       | 8.                                                       | 9.                                                       | 10.                                                      | 11.                                                      | 12.                                                      | 13.                                                      | 14.                                                      | 15.                                                      | 16.                                                      | 17.                                                      | Gesamt                                                   |
| -------------------------------------------------------- | -------------------------------------------------------- | -------------------------------------------------------- | -------------------------------------------------------- | -------------------------------------------------------- | -------------------------------------------------------- | -------------------------------------------------------- | -------------------------------------------------------- | -------------------------------------------------------- | -------------------------------------------------------- | -------------------------------------------------------- | -------------------------------------------------------- | -------------------------------------------------------- | -------------------------------------------------------- |
| Eröffnungsfeier                                          |                                                          |                                                          |                                                          |                                                          |                                                          |                                                          |                                                          |                                                          |                                                          |                                                          |                                                          |                                                          |                                                          |
| Akrobatik                                                | Akrobatik                                                |                                                          |                                                          |                                                          |                                                          |                                                          |                                                          |                                                          |                                                          | 2                                                        | 2                                                        | 1                                                        | 5                                                        |
| Aerobic                                                  | Aerobic                                                  |                                                          |                                                          |                                                          |                                                          |                                                          | 2                                                        | 2                                                        |                                                          |                                                          |                                                          |                                                          | 4                                                        |
| Beachhandball                                            | Beachhandball                                            |                                                          |                                                          |                                                          |                                                          |                                                          |                                                          |                                                          |                                                          | 2                                                        |                                                          |                                                          | 2                                                        |
| Billard                                                  | Billard                                                  |                                                          |                                                          |                                                          |                                                          |                                                          |                                                          |                                                          |                                                          |                                                          | 2                                                        | 2                                                        | 4                                                        |
| Boules                                                   | Boules                                                   |                                                          |                                                          |                                                          |                                                          |                                                          | 2                                                        | 2                                                        |                                                          |                                                          |                                                          |                                                          | 4                                                        |
| Bowling                                                  | Bowling                                                  |                                                          |                                                          |                                                          |                                                          | 4                                                        |                                                          |                                                          |                                                          |                                                          |                                                          |                                                          | 4                                                        |
| Faustball                                                | Faustball                                                |                                                          |                                                          |                                                          |                                                          |                                                          |                                                          | 1                                                        | 1                                                        |                                                          |                                                          |                                                          | 2                                                        |
| Bogenschießen                                            | Bogenschießen                                            |                                                          |                                                          | 3                                                        |                                                          |                                                          | 2                                                        |                                                          |                                                          | 2                                                        |                                                          |                                                          | 7                                                        |
| Flossenschwimmen                                         | Flossenschwimmen                                         |                                                          | 8                                                        | 8                                                        |                                                          |                                                          |                                                          |                                                          |                                                          |                                                          |                                                          |                                                          | 16                                                       |
| Inlinehockey                                             | Inlinehockey                                             |                                                          |                                                          |                                                          |                                                          |                                                          | 1                                                        |                                                          |                                                          |                                                          |                                                          |                                                          | 1                                                        |
| Inline-Speedskating                                      | Bahn                                                     |                                                          | 6                                                        | 4                                                        |                                                          |                                                          |                                                          |                                                          |                                                          |                                                          |                                                          |                                                          | 10                                                       |
| Inline-Speedskating                                      | Straße                                                   |                                                          |                                                          |                                                          | 4                                                        | 4                                                        |                                                          |                                                          |                                                          |                                                          |                                                          |                                                          | 8                                                        |
| Jiu Jitsu                                                | Jiu Jitsu                                                |                                                          |                                                          |                                                          |                                                          |                                                          |                                                          |                                                          |                                                          | 9                                                        | 9                                                        |                                                          | 18                                                       |
| Kanumarathon                                             | Kanumarathon                                             |                                                          |                                                          |                                                          |                                                          | 2                                                        | 2                                                        |                                                          |                                                          |                                                          |                                                          |                                                          | 4                                                        |
| Kanupolo                                                 | Kanupolo                                                 |                                                          |                                                          |                                                          |                                                          |                                                          |                                                          |                                                          |                                                          |                                                          |                                                          | 2                                                        | 2                                                        |
| Karate                                                   | Karate                                                   |                                                          | 6                                                        | 6                                                        |                                                          |                                                          |                                                          |                                                          |                                                          |                                                          |                                                          |                                                          | 12                                                       |
| Kickboxen                                                | Kickboxen                                                |                                                          |                                                          |                                                          |                                                          |                                                          |                                                          |                                                          | 6                                                        |                                                          |                                                          |                                                          | 6                                                        |
| Korfball                                                 | Korfball                                                 |                                                          |                                                          |                                                          |                                                          |                                                          |                                                          |                                                          |                                                          |                                                          |                                                          | 1                                                        | 1                                                        |
| Kraftdreikampf                                           | Kraftdreikampf                                           |                                                          | 3                                                        | 3                                                        | 2                                                        |                                                          |                                                          |                                                          |                                                          |                                                          |                                                          |                                                          | 8                                                        |
| Lacrosse (Frauen)                                        | Lacrosse (Frauen)                                        |                                                          |                                                          |                                                          |                                                          |                                                          |                                                          |                                                          |                                                          |                                                          | 1                                                        |                                                          | 1                                                        |
| Luftsport                                                | Luftsport                                                |                                                          |                                                          |                                                          | 1                                                        |                                                          | 1                                                        |                                                          |                                                          |                                                          |                                                          |                                                          | 2                                                        |
| Muay Thai                                                | Muay Thai                                                |                                                          |                                                          |                                                          |                                                          |                                                          |                                                          |                                                          |                                                          |                                                          |                                                          | 12                                                       | 12                                                       |
| Orientierungslauf                                        | Orientierungslauf                                        |                                                          |                                                          |                                                          |                                                          |                                                          |                                                          |                                                          |                                                          | 2                                                        | 2                                                        | 1                                                        | 5                                                        |
| Parkour                                                  | Parkour                                                  |                                                          |                                                          |                                                          | 2                                                        | 2                                                        |                                                          |                                                          |                                                          |                                                          |                                                          |                                                          | 4                                                        |
| Racquetball                                              | Racquetball                                              |                                                          |                                                          |                                                          |                                                          |                                                          |                                                          | 2                                                        |                                                          |                                                          |                                                          |                                                          | 2                                                        |
| Rettungsschwimmen                                        | Rettungsschwimmen                                        |                                                          |                                                          |                                                          | 8                                                        | 8                                                        |                                                          |                                                          |                                                          |                                                          |                                                          |                                                          | 16                                                       |
| Rhythmische Sportgymnastik                               | Rhythmische Sportgymnastik                               |                                                          |                                                          |                                                          |                                                          |                                                          | 2                                                        | 2                                                        |                                                          |                                                          |                                                          |                                                          | 4                                                        |
| Rollschuhkunstlauf                                       | Rollschuhkunstlauf                                       |                                                          |                                                          |                                                          |                                                          |                                                          |                                                          |                                                          |                                                          |                                                          |                                                          | 3                                                        | 3                                                        |
| Softball                                                 | Softball                                                 |                                                          |                                                          |                                                          |                                                          |                                                          |                                                          | 1                                                        |                                                          |                                                          |                                                          |                                                          | 1                                                        |
| Sportklettern                                            | Sportklettern                                            |                                                          |                                                          |                                                          |                                                          |                                                          |                                                          |                                                          | 2                                                        | 2                                                        | 2                                                        |                                                          | 6                                                        |
| Squash                                                   | Squash                                                   |                                                          |                                                          |                                                          |                                                          |                                                          |                                                          |                                                          |                                                          |                                                          |                                                          | 2                                                        | 2                                                        |
| Sumō                                                     | Sumō                                                     |                                                          |                                                          | 6                                                        | 2                                                        |                                                          |                                                          |                                                          |                                                          |                                                          |                                                          |                                                          | 8                                                        |
| Tanzen                                                   | Tanzen                                                   |                                                          | 1                                                        | 2                                                        | 2                                                        |                                                          |                                                          |                                                          |                                                          |                                                          |                                                          |                                                          | 5                                                        |
| Tauziehen                                                | Tauziehen                                                |                                                          |                                                          |                                                          |                                                          |                                                          |                                                          |                                                          | 1                                                        | 1                                                        | 1                                                        |                                                          | 3                                                        |
| Trampolinturnen                                          | Trampolinturnen                                          |                                                          |                                                          |                                                          |                                                          |                                                          |                                                          |                                                          |                                                          | 1                                                        | 1                                                        | 2                                                        | 4                                                        |
| Ultimate Frisbee                                         | Ultimate Frisbee                                         |                                                          |                                                          |                                                          |                                                          |                                                          |                                                          |                                                          |                                                          |                                                          | 1                                                        |                                                          | 1                                                        |
| Unihockey                                                | Unihockey                                                |                                                          |                                                          |                                                          |                                                          |                                                          | 1                                                        |                                                          |                                                          |                                                          |                                                          |                                                          | 1                                                        |
| Wasserski                                                | Wasserski                                                |                                                          |                                                          |                                                          |                                                          |                                                          |                                                          |                                                          |                                                          | 4                                                        | 4                                                        |                                                          | 8                                                        |
| Schlussfeier                                             |                                                          |                                                          |                                                          |                                                          |                                                          |                                                          |                                                          |                                                          |                                                          |                                                          |                                                          |                                                          |                                                          |
| Medaillenentscheidungen                                  | Medaillenentscheidungen                                  | 0                                                        | 24                                                       | 32                                                       | 21                                                       | 20                                                       | 13                                                       | 10                                                       | 10                                                       | 25                                                       | 23                                                       | 28                                                       | 206                                                      |
| Einladungssportarten                                     |                                                          |                                                          |                                                          |                                                          |                                                          |                                                          |                                                          |                                                          |                                                          |                                                          |                                                          |                                                          |                                                          |
| Duathlon                                                 | Duathlon                                                 |                                                          |                                                          | 2                                                        | 1                                                        |                                                          |                                                          |                                                          |                                                          |                                                          |                                                          |                                                          | 3                                                        |
| Flag Football                                            | Flag Football                                            |                                                          |                                                          |                                                          |                                                          |                                                          |                                                          |                                                          | 2                                                        |                                                          |                                                          |                                                          | 2                                                        |
| Lacrosse (Männer)                                        | Lacrosse (Männer)                                        |                                                          |                                                          |                                                          |                                                          |                                                          | 1                                                        |                                                          |                                                          |                                                          |                                                          |                                                          | 1                                                        |
| Rollstuhlrugby                                           | Rollstuhlrugby                                           |                                                          |                                                          |                                                          |                                                          |                                                          |                                                          |                                                          |                                                          |                                                          |                                                          | 1                                                        | 1                                                        |
| Wushu                                                    | Wushu                                                    |                                                          |                                                          |                                                          |                                                          |                                                          | 5                                                        | 5                                                        |                                                          |                                                          |                                                          |                                                          | 10                                                       |
| Medaillenentscheidungen                                  | Medaillenentscheidungen                                  | 0                                                        | 0                                                        | 2                                                        | 1                                                        | 0                                                        | 6                                                        | 5                                                        | 2                                                        | 0                                                        | 0                                                        | 1                                                        | 17                                                       |
| Juli                                                     | Juli                                                     | Do                                                       | Fr                                                       | Sa                                                       | So                                                       | Mo                                                       | Di                                                       | Mi                                                       | Do                                                       | Fr                                                       | Sa                                                       | So                                                       | Gesamt                                                   |
| Juli                                                     | Juli                                                     | 7.                                                       | 8.                                                       | 9.                                                       | 10.                                                      | 11.                                                      | 12.                                                      | 13.                                                      | 14.                                                      | 15.                                                      | 16.                                                      | 17.                                                      | Gesamt                                                   |